# Juan Arolas

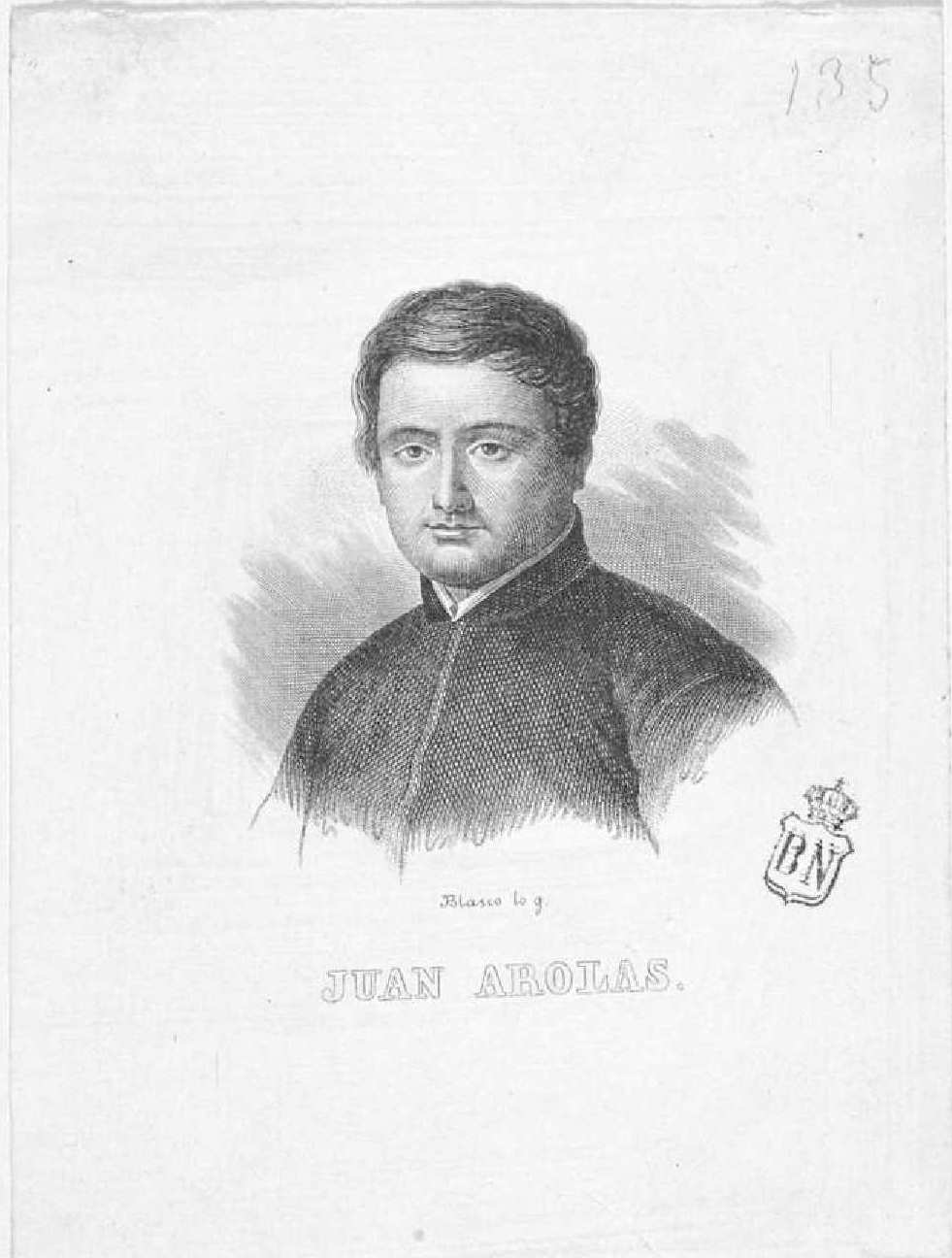
Zeichnung von Juan Arolas, 1843

Juan Arolas (* 22. Juni 1805 in Barcelona; † 25. November 1849 in Valencia) war ein spanischer Dichter.

## Leben
Juan Arolas trat in Valencia, wo er seit 1814 lebte, in den Orden der Piaristen ein, war von 1825 bis 1842 daselbst als Gymnasiallehrer seines Ordens tätig, erkrankte 1844 an einem schweren Gehirnleiden, dem er am 25. November 1849, seit einiger Zeit dem völligen Wahnsinn verfallen, erlag.
Seine meist lyrischen Gedichte zeichnen sich durch schöne Form und glänzende Phantasie aus. Gesamtausgaben seiner poetischen Werke erschienen in drei Bänden (Valencia 1860 und 1867), zuletzt als Poesias de Padre Juan de A. (1879).